# 位相環
位相環（いそうかん、英: topological ring）とは、位相空間でもある環で、環としての和と積がいずれも位相空間上の連続写像になっているものをいう。
位相環 K が、更に体であり、逆元を取る操作が K－{0} から K－{0}への連続写像になっている場合、K は位相体（いそうたい、英: topological field）であるという。

## 完備化
位相環は加法に関して位相群なので、一様空間でもある。この時、この位相環がもし一様空間として完備でない場合は、完備化した一様空間が（同型を除いて）一意に存在するが、それも位相環になっている。たとえば有理数環を完備化したものは実数環である。この場合、元の位相環は完備化した位相環の稠密部分環である。